# Nucet
Nucet (udtale: nuˈt͡ʃet; ungarsk: Diófás) er en by i distriktet Bihor i det vestlige Transsylvanien, Rumænien. Dens navn betyder "valnøddetræer" både på rumænsk og ungarsk. Den administrerer to landsbyer, Băița (Rézbánya) og Băița-Plai.
Den åbne uranproducerende Băița-mine ligger på kommunens område.
Byen har 1.987 (2021) indbyggere, fordelt blandt rumænere (89.57%), ungarere (3.44%), romaer (3.77%), og tyskere (0.27%).